# امامزادة حسن (مقاطعة فسا)
امامزادة حسن (بالفارسية: امامزاده حسن) هي قرية تقع في Jangal Rural District في إيران.